# Nick Groff
Nick Groff (* 19. dubna 1980 San José) je americký paranormální vyšetřovatel, producent, dokumentarista a zpěvák. Spolu s Aaronem Goodwinem, Zakem Bagansem a audio-techniky Billy Tolleym a Jayem Wasleyem se podílejí na seriálu Po stopách duchů.